# انتقام شمشیرزن یک‌دست
انتقام شمشیرزن یک‌دست که در آمریکا تحت عنوان شمشیرزن یک‌دست جدید (به انگلیسی: The New One-Armed Swordsman) شناخته می‌شود، (همچنین تحت عنوان Triple Irons) عنوان فیلمی حماسی، رزمی و درام به کارگردانی چانگ چه و محصول سال ۱۹۷۱ میلادی است. انتقام شمشیرزن یک دست در سری فیلم شمشیرزن یک دست (مجموعه فیلم)|شمشیرزن یک دست ساخته شده اما از لحاظ داستان و شخصیت‌ها هیچ ارتباطی با دو فیلم قبلی (شمشیرزن یک دست و بازگشت شمشیرزن یک دست) ندارد. از این فیلم به عنوان یکی از برترین و محبوبترین آثار در ژانر خود یاد می‌شود.

## داستان
لای (دیوید چیانگ) قهرمان جوان و بینظیری است که هیچ راهزن و متجاوزی نمی‌تواند در برابرش قد علم کند اما پاپوشی برای وی دوخته می‌شود. او با استاد فاسدی به مبارزه برمی‌خیزد اما از آنجا که استاد، به سلاح عجیب و مرگباری مجهز است، لای از او شکست می‌خورد و مجبور می‌شود بخاطر قولی که داده (هر کسی که در این مبارزه شکست بخورد باید دست راست خود را قطع کند) دست خویش را با شمشیر خود قطع کند. او زخمی و خسته به روستایی پناه می‌برد. یک سال می‌گذرد. لای اینک در یک مهمان خانه مشغول کار است که ناگهان قهرمان جوان و عدالت جویی به نام فینگ (تی لونگ) پا به همان مهمان خانه می‌گذارد …